# Nottingham Forest F.C.
Nottingham Forest nogometni je klub iz Nottinghama, osnovan 1865. Sa svojim gradskim rivalima, Notts Countyjem održava najstariji derbi na svijetu. Nottingham Forest jedini je klub koji je više puta bio prvak Europe nego nacionalni prvak.

## Klupski uspjesi

### Domaći
Prvenstvo Engleske:
- Prvak (1): 1977./78.
- Drugi (2): 1966./67., 1978./79.
- Treći (4): 1983./84., 1987./88., 1988./89., 1994./95.

FA kup:
- Prvak (2): 1898., 1959.
- Finalist (1): 1991.

Engleski Liga kup:
- Prvak (4): 1978., 1979., 1989., 1990.
- Finalist (2): 1980., 1992.

Engleski superkup:
- Prvak (1): 1978.
- Finalist (1): 1959.

### Europski i svjetski
Kup prvaka:
- Prvak (2): 1978./79. (finale), 1979./80. (finale)

Europski superkup:
- Prvak (1): 1979.
- Finalist (1): 1980.

Interkontinentalni kup:
- Finalist (1): 1980.

## Poznati igrači
- Peter Shilton
- Jim Baxter
- Trevor Francis
- Stuart Pearce
- Ian Storey-Moore
- Roy Keane
- Viv Anderson
- Des Walker
- Martin O'Neill
- John Robertson
- Kenny Burns
- Pierre van Hooijdonk
- Filip Krovinović

## Slavni treneri
- Brian Clough

## Vanjske poveznice
- Službene stranice

| Momčadi FA Premier lige                                                          | Momčadi FA Premier lige |
| -------------------------------------------------------------------------------- | --- |
|                                                                                  | |
| Članovi 2024./25.                                                                | Arsenal • Aston Villa • Bournemouth • Brentford • Brighton & Hove Albion • Chelsea • Crystal Palace • Everton • Fulham • Ipswich Town • Leicester City • Liverpool • Manchester City • Manchester United • Newcastle United • Nottingham Forest • Southampton • Tottenham Hotspur • West Ham United • Wolverhampton Wanderers |
|                                                                                  | |
| Bivše momčadi (1992. – 2024.)                                                    | Barnsley • Birmingham City • Blackburn Rovers • Blackpool • Bolton Wanderers • Bradford City • Burnley • Cardiff City • Charlton Athletic • Coventry City • Derby County • Fulham • Huddersfield Town • Hull City • Leeds United • Luton Town • Middlesbrough • Norwich City • Oldham Athletic • Portsmouth • Queens Park Rangers • Reading • Sheffield Wednesday • Sheffield United • Stoke City • Sunderland • Swansea City • Swindon Town • Watford • West Bromwich Albion • Wigan Athletic • Wimbledon |
|                                                                                  | |
| Bivše momčadi Football Leaguea (1888. – 1892.) i First Divisiona (1892. – 1992.) | Accrington • Bradford Park Avenue • Bristol City • Bury • Carlisle United • Darwen • Glossop North End • Grimsby Town • Leyton Orient • Millwall • Northampton Town • Notts County • Oxford United • Preston North End |

| Momčadi FA Premier lige                                                          | Momčadi FA Premier lige |
| -------------------------------------------------------------------------------- | --- |
|                                                                                  | |
| Članovi 2024./25.                                                                | Arsenal • Aston Villa • Bournemouth • Brentford • Brighton & Hove Albion • Chelsea • Crystal Palace • Everton • Fulham • Ipswich Town • Leicester City • Liverpool • Manchester City • Manchester United • Newcastle United • Nottingham Forest • Southampton • Tottenham Hotspur • West Ham United • Wolverhampton Wanderers |
|                                                                                  | |
| Bivše momčadi (1992. – 2024.)                                                    | Barnsley • Birmingham City • Blackburn Rovers • Blackpool • Bolton Wanderers • Bradford City • Burnley • Cardiff City • Charlton Athletic • Coventry City • Derby County • Fulham • Huddersfield Town • Hull City • Leeds United • Luton Town • Middlesbrough • Norwich City • Oldham Athletic • Portsmouth • Queens Park Rangers • Reading • Sheffield Wednesday • Sheffield United • Stoke City • Sunderland • Swansea City • Swindon Town • Watford • West Bromwich Albion • Wigan Athletic • Wimbledon |
|                                                                                  | |
| Bivše momčadi Football Leaguea (1888. – 1892.) i First Divisiona (1892. – 1992.) | Accrington • Bradford Park Avenue • Bristol City • Bury • Carlisle United • Darwen • Glossop North End • Grimsby Town • Leyton Orient • Millwall • Northampton Town • Notts County • Oxford United • Preston North End |